# Hastula bacillus
Hastula bacillus é uma espécie de gastrópode do gênero Hastula, pertencente a família Terebridae.